# De Vermis Mysteriis
«Таинства Червя» или «Мистерии Червей» (лат. De Vermis Mysteriis; англ. Mysteries of the Worm), — фолиант и книга-гримуар (учебник магии), придуманная американским писателем Робертом Блохом, а позже упомянутая в латинском переводе Говардом Филлипсом Лавкрафтом. Другие авторы, такие как Август Дерлет и Кларк Эштон Смит первыми начали цитировать «Таинства Червя» в своих произведениях, а позже книгу упоминали последователи «Мифов Ктулху». Сам Лавкрафт одобрял этот прием от других писателей, опирающихся на его книги в «Мифах Ктулху», полагая, что такие общие намеки создают «фон дурного правдоподобия».

## Вдохновение
«Тайны червя» Людвига Принна впервые появились в рассказе Блоха «Тайна в гробнице» («Weird Tales», май 1935). Лавкрафт придумал латинское название «De Vermis Mysteriis» в рассказе «За гранью времён» (Июль 1936).

Этот аналог «Некрономикона» Лавкрафта также появляется в рассказе Блоха «Звездный бродяга» (1935), в котором персонаж читает отрывок из книги и случайно вызывает внепространственное чудовище. Блох в то время, будучи подростком, переписывался с ним, в частности для того, чтобы получить разрешение убить персонажа, основанного на самом Лавкрафте. Блох описывает в рассказе заклинание призыва в главе, посвященной фамильярам, которое способно призвать в наш мир невидимых «посланных звездами прислужников» ("star-sent servants"):
Я помню некоторые намеки на богов-прорицателей, вроде Йига, темного Хана, бородатой змеи Бьятис. Я дрожал, потому что давно знал эти имена, но дрожал бы еще больше, если бы знал, что за этим последует... Тиби, Магнум Инноминандум, сигна стедорум нигратум буфаминиформис Садокс сигиллум.
Давая свое восторженное благословение, Лавкрафт также предоставил Блоху немного строк на латыни для использования в качестве заклинания призыва из книги: «Tibi, magnum Innominandum, signa stellarum nigrarum et bufoniformis Sadoquae sigillum», что можно перевести как «Тебе, о Великий Неназываемый, знаки черных звезд и печать Тсатхоггуа в форме жабы».
Последователи «Мифов Ктулху» отмечают «Таинства Червя» Терция Сибелиуса, римского легионера, жившего в 280 г н. э. Служив в легионе Аравии и Египта, он встретил аксумского мага по имени Талим, по воззрения которого он составил манускрипт. После Сибелиус жил в Риме, а оттуда его записи были перевезены в Британию, где были утеряны. В XVII веке манускрипт обнаружил монах, который вывез его в Рим в 1680 году. Первое широко известное издание вышло в 1932 году.

## Людвиг Принн
Людвиг Принн (англ. Ludvig Prinn) — вымышленный автор такой же вымышленной книги, алхимик, некромант, колдун и чернокнижник. В рассказе «Звездный бродяга» Людвиг Принн описан как «алхимик, некромант и известный маг», который называл «последним крестоносцем» и хвастался тем, что «достиг небывалого возраста», прежде чем был сожжен святой инквизицией на костре в Брюсселе в разгар судебных процессов над ведьмами (конец XV-начало XVI веков).
Принн был схвачен во время Девятого крестового похода в 1271 году и получил оккультные знания во время обучения в плену у «волшебников и чудотворцев Сирии», у подножия гор Джебель Эль-Ансария и совершил паломничество к руинам Хоразина. Принн побывал в Египте, написав о нём, что «среди ливийских дервиши ходят легенды о деяниях старого провидца в Александрии». Принн посетил их скрытую гробницу, в которой узнал о расцвете культа темного бога Ньярлатхотепа, падении царства Нефрен-Ка и обретении им пророческого дара.
После Принн жил в Брюгге и Генте, но последние годы провел во фламандских низменностях, откуда был родом. Последние годы жизни, перед казнью, Принн жил «в руинах доримской гробницы, что стояла в лесу недалеко от Брюсселя... среди роя фамильяров, сарацинских реликвий и устрашающих заклинаний по призыву чудовищ». В этом лесу, по слухам местных крестьян, были «старые полуразрушенные языческие алтари в темных долинах», где Принн призывал духов на ритуалах. Солдаты инквизиции арестовали Принна и отправили в темницу, хотя, все его инструменты и смеси исчезли.
Там, ожидая приговора, Принн и написал свой легендарный труд, получивший название «De Vermis Mysteriis».

## Описание
Роберт Блох впервые описал книгу «De Vermis Mysteriis» в рассказе «Звездный бродяга», где говорится, что книга содержит «заклинания и чары», что могут вызвать чудовищ из Иных миров. Одно заклинание из «главы, посвященной фамильярам» и может вызвать «Шамблера» (англ. Shambler from the stars), — это первое упоминание существ похожи на Ктулху, которых позже опишет Рэмси Кэмпбелл. В книге описаны Древние боги: отец Йиг, темный Хан и змеебородый Биатис (англ. Father Yig, dark Han, and serpent-bearded Byatis). В рассказе описаны колдовские культы, воскрешение некроманта, «поцелуй червя», а одно из заклинаний вызывает чудовищ издающих смех, — что похоже на рассказ «Смех Гулей».
Позже Блох расширил содержание «De Vermis Mysteriis». В рассказе «Безликий бог» (1936) Принн «потрясающе постиг свое знание» Ньярлатхотепа, «старейшего бога всего Египта». В рассказах «Роды Бубастиса», «Тайна Себека» и «Служители Черного Фараона» (1937) Блох ссылается на главу под названием «Сарацинские ритуалы», в которой «раскрываются знания об ифритах и джиннах, секреты сект ассасинов, мифы арабских сказок о гулях, скрытые практики культов дервиши» и «легенды Внутреннего Египта». Также в книге описаны сведения о некромантах, о смешивании ядовитых растений и создании свечей из трупного жира, начертании огненных кругов, жертвоприношениях и переселении душ. В этих рассказах книга Принна используется как источник истории культов Бубастиса и Себека, а также поклонение фараону Нефрен-Ка и Ньярлатхотепу (из творчества Лавкрафта).

В рассказе «Звездный бродяга» написано заклинание, которое может вызвать со звезд алчущих человеческой крови незримых вампиров, если произнести заклинание:
Tibi Magnum Innominandum, signa stellarum nigrarum et bufaniformis Sadoquae sigillum...
В более поздних рассказах, не относящихся к «Мифам Ктулху», Блох иногда ссылался на свой выдуманный фолиант. В рассказе «Драгоценности чародея» (1939) кратко упоминается «глава Принна о гадании» как потенциальный источник информации о «Звезде Сехмет», таинственном кристалле. Книга играет большую роль в рассказе «Черная сделка» (1942), в которой она описывается так:
Нечто... что подсказывает вам, как можно смешать аконит и белладонну, и нарисовать круги фосфоресцирующего огня на полу, когда звезды сойдутся. Нечто, что говорит о плавлении свечей и смешивании их с трупным жиром; шепчет о том, каким образом можно приносить в жертву животных. Нечто говорило о встречах, которые можно устроить с различными сторонами, в которые большинство людей... даже не верят... в хладнокровные и преднамеренные предписания по встречи с древним злом....
В рассказе «Philtre Tip» (1961) описана косматая собака и цитируется «Гримуар Людвига Принна в английском издании», — как источник «рецепта любовного зелья». Блох впервые со времен раннего рассказа «Звездный бродяга» цитирует Принна: «Самая простая капля, если ее положить в кувшин с вином или мешок, превратит вашу возлюбленную в настоящую пылающую блудницу».
Роберт Блох упоминает «De Vermis Mysteriis» в рассказах: «Черная сделка», «Philtre Tip», «Тайна Себека», «Настоящая магия Боневица»; «Звездный бродяга».

## Издания
Принн написал книгу около 1542 года. Хотя, также указывалась дата 1484, но это время более исторически вероятно. Незадолго до смерти автора от рук инквизиции неизвестные лица тайно вынесли эту книгу из его камеры. Через год после смерти Принна в Кёльне вышло латинское издание «De Vermis Mysteriis». Считается, что это единственное достоверное, печатное издание данной рукописи. Когда Церковь узнала об этой книге, она сочла её настолько опасной, что папа Пий Пятый (Pope Pius V) запретил её в 1569 году. В 1587-м в Дюссельдорфе был сделан перевод книги на немецкий язык старинным готическим шрифтом. Другое издание было опубликовано в Праге в 1809 году.
На протяжении веков было сделано несколько переводов на английский язык. Первый перевод, сделанный известным мошенником и магом Эдвардом Келли (англ. Edward Kelley), был опубликован в Лондоне в 1573 году. В 1670-м Иоганн Линденмут (англ. Johann Lindenmuth) из Нюрнберга перевёл книгу на немецкий язык под названием «Таинственные Черви» (нем. Die geheimnisvollen Wurme); она так и не была напечатана, и местонахождение рукописи неизвестно. В XIX веке "Священник X" (англ. Clergyman X) опубликовал сильно искажённую брошюру на английском языке, в которой излагается содержание самой известной главы книги - «Сарацинские ритуалы». Некий мистер Чарльз Леггет (англ. Mr. Charles Leggett) перевёл на английский язык немецкую версию книги в 1821 году и издал несколько экземпляров очень ограниченным тиражом с исходными гравюрами. Ещё одна версия, опубликованная в 1895 году издательством «Starry Wisdom Press» до сих пор не найдена.
Копии «De Vermis Mysteriis» можно найти в библиотеке Хантингдона в Калифорнии, Церкви Звёздной Мудрости в Провиденс и Мискатоникском университете. В Британском музее хранится полное издание на немецком языке, а также половина латинского оригинала, хотя последний находится в очень плохом состоянии. Копия, хранящаяся в библиотеке университета Брайчестера, была сожжена в шестидесятых годах. Одна латинская копия хранилась одно время в ныне заброшенном городе Иерусалимов удел (рассказ «Иерусалимов удел»), штат Массачусетс, но, вероятно, она исчезла вместе с жителями этого города в 1789 году. Большая часть этой копии была написана иероглифами, напоминающими рунические алфавиты кельтов. Возможно, Принн наткнулся на копию ритуалов друидов, сохранённых римскими писцами, и использовал её в части своей рукописи, или, возможно, «руны» являются частью шифра, используемого для сокрытия важной информации. Из-за отсутствия какого-либо легкодоступного экземпляра книги трудно сказать, является ли эта рукопись уникальной или эта странность также может быть найдена в других изданиях.

## В творчестве Лавкрафта
Лавкрафт любил обмениваться ссылками на вымышленные работы и запретные книги среди своих друзей, которые продолжали эту традицию в собственных произведениях из цикла «Мифы Ктулху». «De Vermis Mysteriis» многократно упоминается в их рассказах. Книга появляется в «Обитающий во Тьме» (написанном как продолжение «Звездный бродяга» Блоха) как «адская» книга, найденная вместе с другими запрещенными текстами в Церкви Звездной Мудрости в Провиденс, Род-Айленд. В рассказе «Дневник Алонсо Тайпера», написанном Лавкрафтом для Уильяма Ламли, книга также является частью оккультной библиотеки в доме Ван дер Хейлов, недалеко от Аттики, Нью-Йорк. В повести «За гранью времён» одержимый главный герой Уингейт Пизли читает (и делает пометки на полях) экземпляр книги, хранящийся в библиотеке Мискатоникского университета.
В письме 1936 года своему коллеге-писателю Генри Каттнеру Лавкрафт упомянул «De Vermis Mysteriis» как одну из книг, которые «повторяют самые адские секреты, которые познал первобытный человек» (избранные письма 4.828).

## В творчестве других писателей

### Стивен Кинг
Стивен Кинг упоминает «De Vermis Mysteriis» в своем творчестве. В рассказе «Иерусалимов удел» (1978) книга играет особо важную роль. Книга упоминается в романе «Возрождение» (2014).

### Август Дерлет
Август Дерлет часто упоминает «De Vermis Mysteriis» в своем творчестве. Книга упоминается в рассказах «Приключение шести серебряных пауков», «Единственный наследник» и в романе «Затаившийся у порога».

### Рэмси Кэмпбелл
Рэмси Кэмпбелл пишет, что «De Vermis Mysteriis» разделён на шестнадцать глав, каждая из которых посвящена отдельной теме, такой как гадание, фамильяры, некромантия, элементалы и вампиры. Самая известная глава посвящена ритуалам сарацинов, у которых Принн учился во время своего заключения после крестовых походов. Книга включает заклинания для вызова невидимых монстров с небес, а также рассказы о божестве Бьятисе (англ. Byatis) и колдунах-червях Ирема (англ. Worm-wizards of Irem), об истинной природе египетского бога-крокодила Себека (англ. Sebek), формуле препарата, известного как Ляо (англ. Liao), и серии операций, предназначенных для ускорения трансформации гибрида человека и глубоководного. Обряд с участием аконита, белладонны, свечей из трупного жира, синего мелового круга и жертвоприношения животных может принести магу лишь кратковременное процветание. Кэмбелл упоминает книгу в рассказе «Самая темная часть леса».

### Генри Каттнер
Генри Каттнер в рассказе «Захватчики» пишет, что «игнорирование предосторожностей книги (пятиугольник Пнакотики, каббалистические знаки защиты) вызывает чудовищ, которых Принн назвал в «De Vermis Mysteriis» как «Обитатели скрытого мира» (англ. the dwellers in the Hidden World).

### Брайан Ламли
Брайан Ламли в рассказе «Повелитель червей» отводит особую роль книге «De Vermis Mysteriis».

### Эдди Бертин
Эдди С. Бертин в рассказе «Тьма, меня зовет» пишет, что «De Vermis Mysteriis» был написан Людвигом Принном в пражской тюрьме в 1542 году.

### Ф. Пол Уилсон
Ф. Пол Уилсон в романе «Замок» часто упоминает книгу «De Vermis Mysteriis».

### Другие
«De Vermis Mysteriis» упоминается в рассказе «Замок Тьмы» Гербер; «Давно потерянный друг», Лобделла; «Знаки, написанные алым цветом», Росса; «Ex Libris Miskatonici», Стэнли.

## Настольные игры
В ролевой игре Зов Ктулху упоминается «De Vermis Mysteriis», а «Звездный бродяга» называется звездный вампир.

## Игры
De Vermis Mysteriis появляется как фолиант в видеоигре 1992 года Alone in the Dark.

## В культуре
- «Чепелуэйт», телешоу по рассказу Кинга часто упоминает книгу «De Vermis Mysteriis».
- В фильме 2004 года «Хеллбой» некромант читает заклинание из книги с названием «Des Vermis Mysteriis»:В самых холодных областях космоса чудовищные существа Огдру Джахад - Семь Богов Хаоса - дремлют в своей хрустальной тюрьме, ожидая, чтобы вернуть Землю... и сжечь небе...